# Promessa di mandato territoriale

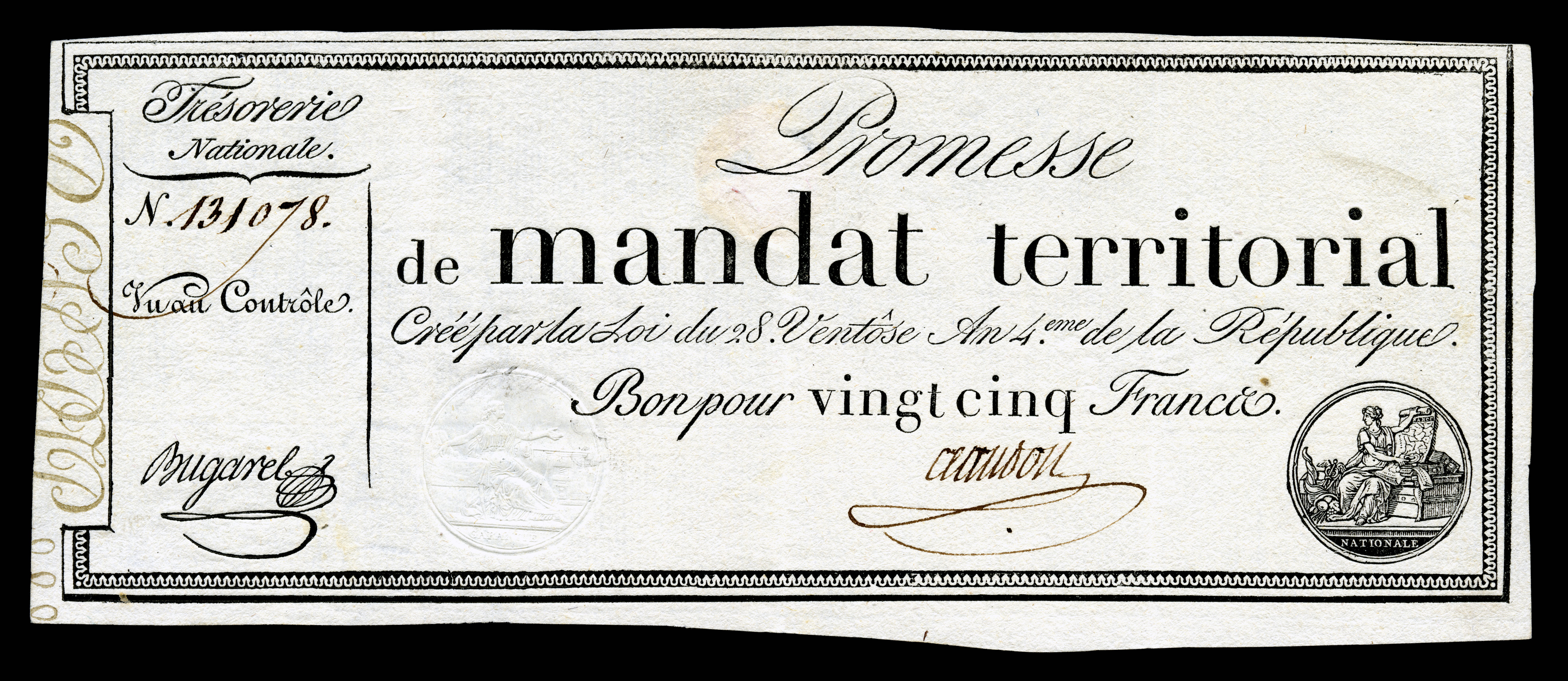
Mandato territoriale di 25 franchi.

La promessa di mandato territoriale (o mandato territoriale), fu una moneta legale su supporto cartaceo, messa in circolazione sotto la rivoluzione francese nel marzo del 1796 in sostituzione dell'assignat. Essa fu "demonetizzata" il 4 febbraio del 1797.

## Principio

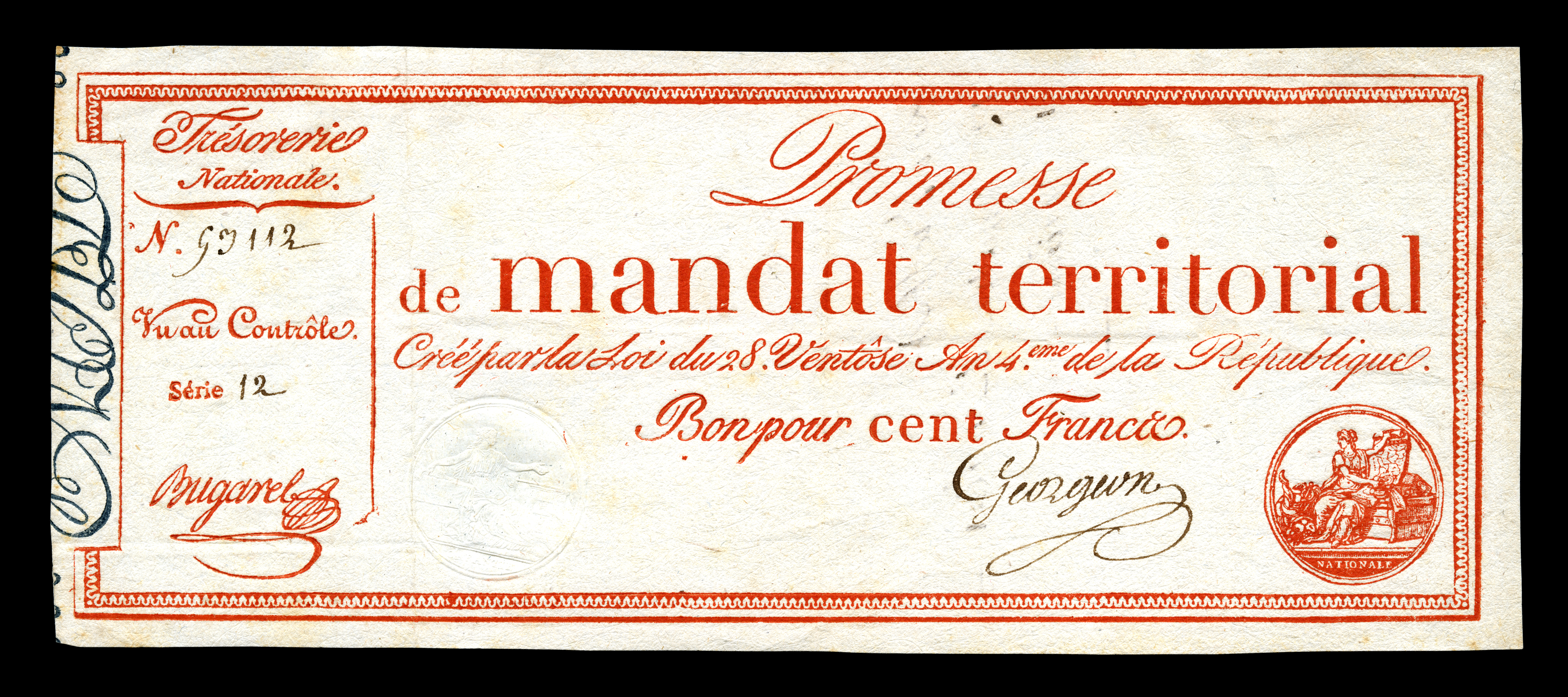
Mandato territoriale di 100 franchi.

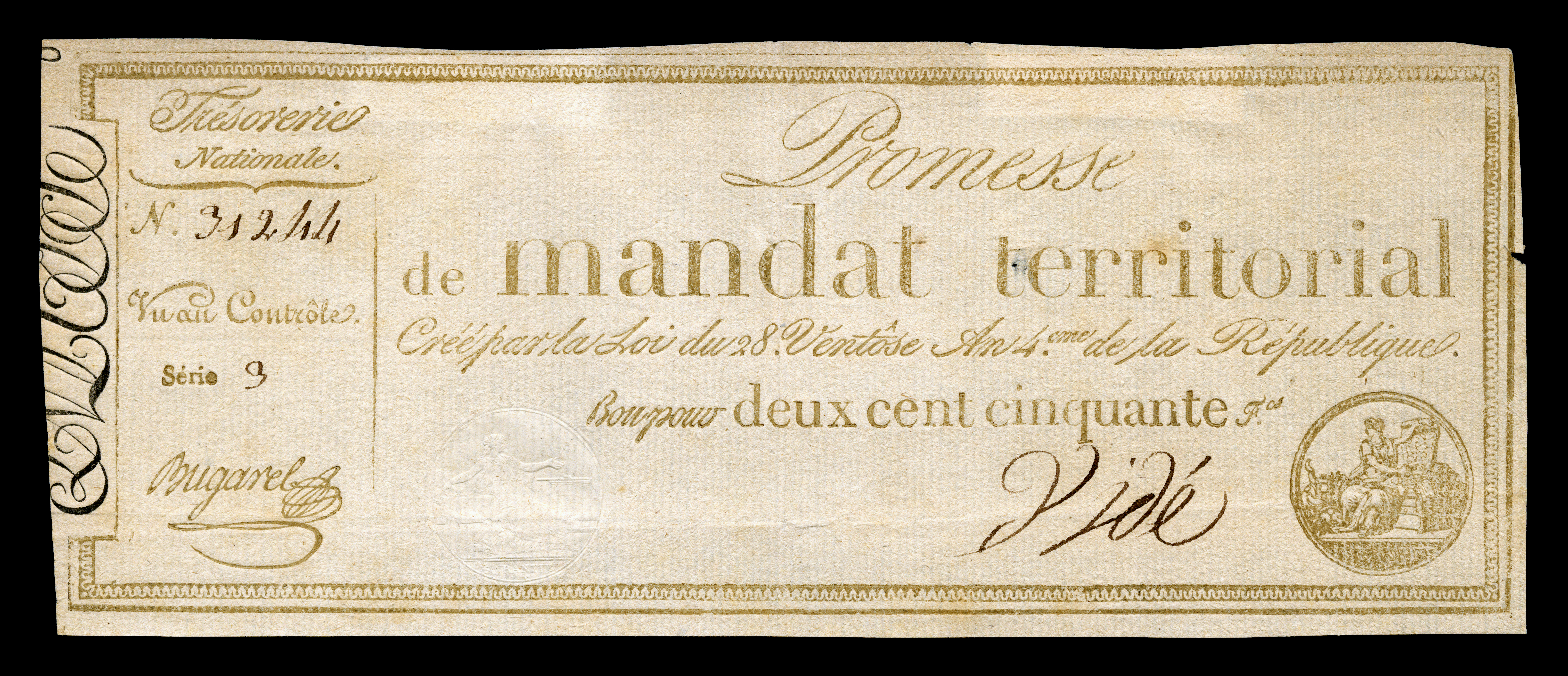
Mandato territoriale de 250 franchi.

Le sistema dell'assignat perdette di efficacia molto presto e il Direttorio si trovò di fronte a una scelta obbligata: sopprimerlo. In  effetti, nel gennaio 1796, il corso al quale veniva cambiato l'assignat sul mercato parallelo (specie metalliche di argento e oro in cambio di carta-moneta), benché il cambio fosse vietato, stava condannando la Francia a un'inflazione esponenziale e a una paralisi economica: l'assignat aveva perso il 90% del proprio valore. Esso venne finalmente "demonetizzato" il 30 piovoso dell'Anno IV (19 febbraio 1796).
Il 28 ventoso dello stesso anno IV (18 marzo 1796), l'assignat fu sostituito definitivamente da un nuovo sistema, la "promessa di mandato territoriale" (per importi elevati) o il "mandato territoriale" (per piccoli importi), ispirato ai "mandati del prestito forzoso" (rescriptions de l'emprunt forcé) emessi dal dicembre 1795, dei quali lo Stato si serviva per regolare le sue operazioni finanziarie correnti.
Il cambio era fissato sulla base di 30 franchi di assignat contro 1 franco di "mandato" di prestito forzoso. Sul mercato nero il corso lasciava vedere un rapporto di 300 a 1, ciò che condannò il nuovo titolo già dalla sua emissione.
L'emissione dei mandati fu sostituita l'indomani con decreto del 29 ventoso dell'anno IV (19 marzo 1796), che proclamò il corso forzoso dei mandati del debito forzoso, dando all'emissione di quest'ultimo, fino ad allora certificata da riconoscimenti di debito pubblico, un valore liberatorio equivalente a 60 milioni di franchi. Tutto ciò rimandava a un medesimo sistema: supplire alla mancanza di specie metalliche.
Come per gli assignat i "mandati territoriali" erano pegni o ipoteche sulle vendite potenziali dei cosiddetti "beni nazionali" che erano ancora disponibili sulla lista civica: foreste, terreni, immobili, ecc. Come in precedenza i loro corsi furono fissati dall'amministrazione, ma il volume emesso superò presto il volume delle vendite di questi beni realizzato dallo Stato.
La massa totale stampata rappresentava più di 514 milioni di franchi.

## Descrizione

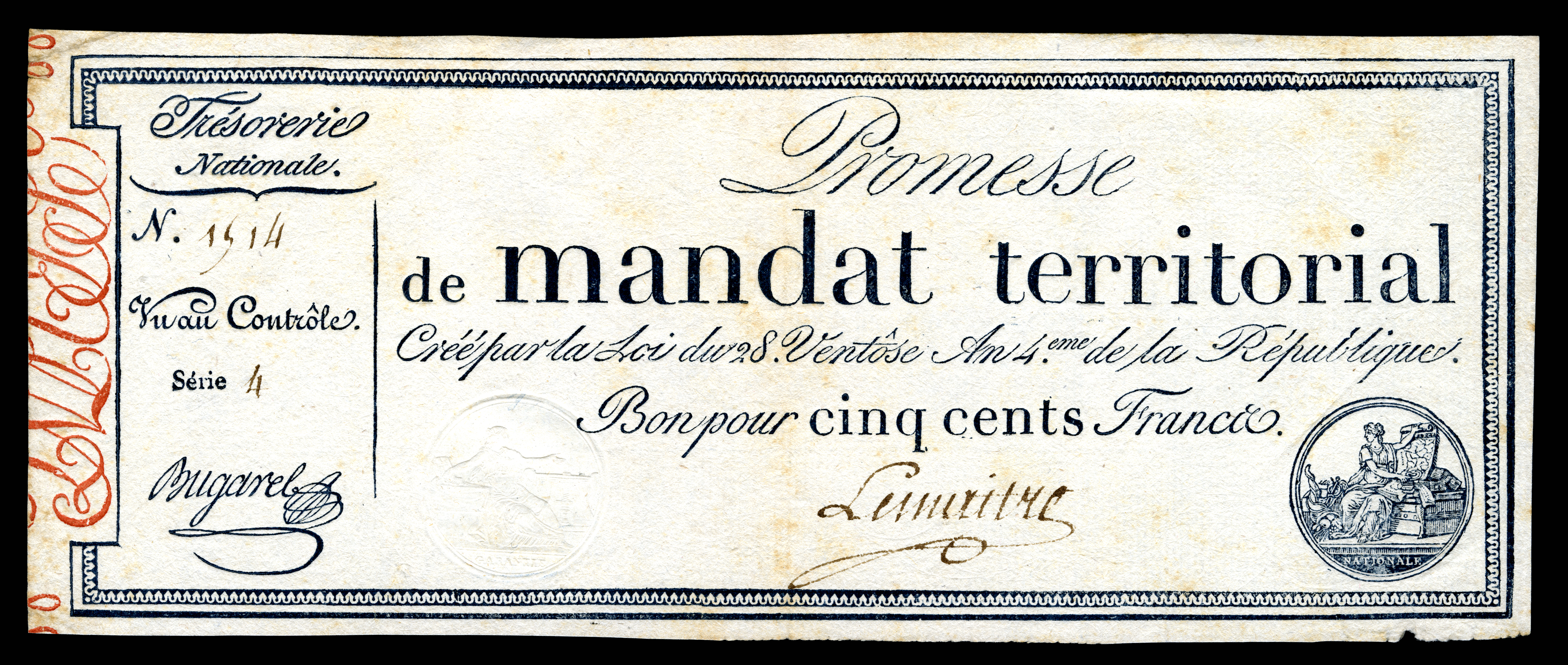
Mandato territoriale di 500 franchi.

Esistevano due tipi di tagli, la "promessa di mandato territoriale" e il "mandato territoriale", stampati seguendo una combinazione di colori per evitare la contraffazione, che era punita con la morte.
- Dedicata a somme superiori a 10 franchi, la «promessa di mandato territoriale» emessa dalla Tesoreria Nazionale si presentava sotto la forma di un rettangolo formato assegno di 86x225 mm stampato su una sola facciata con inchiostri di diverso colore, su carta color crema, sul quale era indicata la somma che rappresentava, le condizioni legali, un numero di serie e due firme (a stampa e manuali), un timbro a secco, un timbro umido e una base con una parola tronca stampata in colore.

Si trovavano tagli da 25 (nero, sfondo bistro), 100 (rosso), 250 (giallo) e 500 (nero, sfondo rosso) franchi.
- Il mandato territoriale era d'un formato rettangolare più piccolo (54x82 mm) e non riportava firme manoscritte.

Si trovavano tagli da 5 (grigi) e da 10 (rossi) franchi.

## Fine del sistema
Il mandato territoriale si deprezzò ancor più rapidamente dell'assignat e fu "demonetizzato" il 4 febbraio 1797.
Per altro nuove specie metalliche in argento e oro furono messe in circolazione dopo le prime vittorie militari. 
Infine, nuove forme di denaro cartaceo servirono a regolare grosse transazioni, scambiate sulle piazze di Parigie Lione, effetti commerciali emessi tra gli altri dalla Cassa dei Conti correnti, creata nel 1796, e la Cassa di Sconto del Commercio, creata nel 1797, che verranno poi assorbite dalla Banca di Francia.
A partire dal 1803, la Banca di Francia assume progressivamente il monopolio dell'emissione e della stampa delle proprie banconote garantite, pagabili e scambiabili al portatore a Parigi e nelle sue succursali.